# Dayseeker
Dayseeker is een Amerikaanse posthardcoreband geformeerd in Orange County, Californië. Anno 2020 heeft de band in totaal vier studioalbums uitgebracht.

## Biografie
De band werd opgericht in 2012 door Rory Rodriguez, Andrew Sharp, Mike Karle, Alex Polk en Gino Sgambelluri. In 2013 tekenden ze een contract bij InVogue Records, waarna ze op 29 oktober van datzelfde jaar nog hun debuutalbum What It Means to Be Defeated uitbrachten. In november en december toerde de band dan naast Kingdom of Giants door de Verenigde Staten.
In januari 2015 kondigde de band aan te zijn begonnen met werken aan een tweede album, dat door Nick Ingram geproduceerd zou worden. Op 21 april verscheen het album,  Origin getiteld. Ter promotie toerde de band achtereenvolgens mee met Hawthorne Heights en Silent Planet. 
Begin 2016 werd bekendgemaakt dat Alex Polk en Andrew Sharp de band zouden verlaten. Shawn Yates werd hierop bij de band gehaald als nieuwe gitarist. Op 15 december 2016 maakte de bekend InVogue Records te verlaten en bij Spinefarm Records te tekenen, waarop de band kort daarna op toer vertrok, wederom met Silent Planet. Op 14 juli 2017 kwam de band dan ook met haar eerste album bij Spinefarm,  Dreaming Is Sinking / Waking Is Rising. Ter promotie stond de band die zomer naast The Plot in You in het voorprogramma van de Amerikaanse toer van The Color Morale.
Op 27 september 2019 bracht de band haar vierde studioalbum Sleeptalk uit.

## Bezetting
| Huidige formatie - Rory Rodriguez - leidende vocalen (2012–heden) - Gino Sgambelluri - gitaar (2012–heden) - Mike Karle - drums (2012–heden) - Ramone Valerio - bas (2017–heden) | Voormalige leden - Andrew Sharp - bas (2012-2016) - Alex Polk - gitaar (2012-2016) - Shawn Yates - gitaar (2016-2018) |

## Discografie
| Titel                                    | Albumdetails                                                                     | Hoogste notering in de hitlijsten | Hoogste notering in de hitlijsten |
| Titel                                    | Albumdetails                                                                     | US                                | US Heat.                          |
| ---------------------------------------- | -------------------------------------------------------------------------------- | --------------------------------- | --------------------------------- |
| What It Means to Be Defeated             | - Uitgebracht: 29 oktober, 2013 - Label: InVogue - Dragers: cd, download         | –                                 | –                                 |
| Origin                                   | - Uitgebracht: 21 april, 2015 - Label: InVogue - Dragers: cd, download           | –                                 | 20                                |
| Dreaming Is Sinking /// Waking Is Rising | - Uitgebracht: 14 juli, 2017 - Label: Spinefarm - Dragers: cd, download          | –                                 | 11                                |
| Sleeptalk                                | - Uitgebracht: 27 september, 2019 - Label: Spinefarm - Dragers: cd, lp, download | –                                 | 3                                 |